# Francesco Schisano
Francesco Schisano (Gragnano, 3 agosto 1991) è un canottiere italiano.

## Palmarès
- Campionati del mondo di canottaggio

Chungju 2013: oro nell'otto pesi leggeri.
- Universiade

Chungju 2015: bronzo nel quattro senza pesi leggeri